# Macouria
Macouria är en kommun i det franska utomeuropeiska departementet Franska Guyana i Sydamerika. År 2022 hade Macouria 18 807 invånare.

## Befolkningsutveckling
| Befolkningsutvecklingen i Macouria 1990–2021 | Befolkningsutvecklingen i Macouria 1990–2021 | Befolkningsutvecklingen i Macouria 1990–2021 | Befolkningsutvecklingen i Macouria 1990–2021 | Befolkningsutvecklingen i Macouria 1990–2021 |
| -------------------------------------------- | -------------------------------------------- | -------------------------------------------- | -------------------------------------------- | -------------------------------------------- |
|                                              |                                              |                                              |                                              |                                              |
| År                                           |                                              |                                              | Folkmängd                                    |                                              |
| 1990                                         | 1990                                         |                                              | 2 069                                        |                                              |
| 1999                                         | 1999                                         |                                              | 5 050                                        |                                              |
| 2007                                         | 2007                                         |                                              | 8 191                                        |                                              |
| 2015                                         | 2015                                         |                                              | 11 719                                       |                                              |
| 2021                                         | 2021                                         |                                              | 18 847                                       |                                              |